# Казине (Анкона)
Казине је насеље у Италији у округу Анкона, региону Марке.
Према процени из 2011. у насељу је живело 1296 становника. Насеље се налази на надморској висини од 59 м.